# Gun Hellsvik
Gun Hellsvik z domu Blomgren (ur. 27 września 1942 w Ängelholm, zm. 14 listopada 2016) – szwedzka polityk i prawniczka, działaczka Umiarkowanej Partii Koalicyjnej, parlamentarzystka, w latach 1991–1994 minister sprawiedliwości, parlamentarzystka.

## Życiorys
Z wykształcenia prawniczka, absolwentka Uniwersytetu w Lund, na którym pracowała jako nauczyciel akademicki. Dołączyła do Umiarkowanej Partii Koalicyjnej. W 1982 została radną gminy Lund, w latach 1983–1988 zarządzała tym samorządowej jako przewodnicząca rady.
Od października 1991 do października 1994 zajmowała stanowisko ministra sprawiedliwości w rządzie Carla Bildta. W latach 1994–2001 sprawowała mandat deputowanej do Riksdagu. Później do 2007 jako dyrektor generalny kierowała szwedzkim urzędem patentowym (Patent- och registreringsverket).